# Филиро
Филиро или Ялиджик (на гръцки: Φίλυρο, катаревуса Φίλυρο, Филирон, до 1926 Γιαλιτζίκ, Γιαλιτζήκ, Ялидзик) е село в Република Гърция, част от дем Пилеа-Хортач (Пилеа-Хортиатис) в област Централна Македония с 3620 жители (2001).

## География
Селото е разположено в северните части на планина Хортач (Хортиатис), на 4 километра източно от солунското предградие Лембед (Евкарпия) и на 5,5 километра североизточно от Полихни. На 2 km северно от селото, в Хортач е разположен големият старостилен манастир „Свети Рафаил и Света Троица“.

## История
В XIX век Ялиджик е турско село в Солунска каза. Ялиджик попада в Гърция вследствие на Междусъюзническата война в 1913 година. В 1920-те години мюсюлманското население се изселва и на негово място са заселени гърци бежанци. В 1928 година е прекръстено на Филирос с паралелна форма Филиро. В 1928 година Филирос е бежанско селище с 97 бежански семейства и 365 жители бежанци.
В 1981 – 1993 година е изградена църквата „Свети Георги“.